# Тао Цзун'і
Тао Цзун'і (*1329 — †1410) — визначний китайський історик часів кінця правління династії Юань та початку династії Мін.

## Життєпис
Походив з інтелектуального середовища. народився у Наньцуні (частина сучасного Тайчжоу у провінції Чжецзян) у родині Тао Югуана, художника. Отримав класичну освіту. У 1348 році переїздить до Пекіна, де зазнає невдачі під час імператорського іспиту. Повертається додому, відмовившись від кар'єри державного службовця. Після повалення династії юань у 1368 році оселяється на той час у селищі Шанхай, де й сконав у 1410 році.

## Творчість
Значну частину своїх творів написав у час перебування у Пекіні та після повернення (до 1370 року). Найзначніші з них — це «Нариси історії» та «Нариси про жіночі покої юанських володарів» (остаточна редакція у 1376 році). Під час мешкання у Шанхаї створив працю про сільське господарство, а також цикл віршів на сільську тематику, про життя та звичаї китайських селян. Один з найвідоміших віршів — «Весілля». Водночас звертався й до любовної лірики.